# Atlanticus calcaratus
Atlanticus calcaratus är en insektsart som beskrevs av Rehn, J.A.G. och Morgan Hebard 1916. Atlanticus calcaratus ingår i släktet Atlanticus och familjen vårtbitare. Inga underarter finns listade i Catalogue of Life.